# La huincha
La huincha fue un programa de televisión chileno busca talentos transmitido por el canal TVN. Fue presentado por Karen Doggenweiler, y contó con las participaciones de Eduardo Ravani, Álvaro Salas, Francisca Merino y Rodrigo Salinas. Se trató de una competencia de humoristas en la que presentaban sus rutinas en un tiempo de dos minutos parados sobre una correa transportadora (en Chile, denominada huincha). Si el jurado los eliminaba, la correa los llevaba a la zona de backstage, donde eran despedidos del programa. En cambio, si eran clasificados, pasaban a la etapa de duelos. Los ganadores de esta fase, se presentaban en las galas. Los dos triunfadores del programa participarán en el LI Festival del Huaso de Olmué y en la Fiesta de la Independencia 2020.
Se estrenó el martes 25 de diciembre de 2018 en horario estelar, superando a su competencia directa, la telenovela Pacto de sangre de Canal 13, obteniendo un promedio de 8.1 puntos de audiencia. Además, se convirtió en tendencia en Twitter.
Finalizó el sábado 2 de febrero de 2019. Resultaron ganadores los comediantes Claudio Michaux (quien se presentó en Olmué 2020) y Hermann Heim (quien en un principio estaría en la XI Fiesta de la Independencia de Talca, pero tras su cancelación se presentó en Viva Dichato 2020).

## Jurado
El jurado del programa estaba conformado por
- Eduardo Ravani.
- Álvaro Salas.
- Francisca Merino.

## Entrenadores
Los preparadores de los concursantes eran:
- Ángela Díaz.
- Bodoque.
- Pipo Guzmán.
- Roberto Vega.

## Controversias
En un principio, Rocío Marengo sería parte del jurado. Para ello, la modelo viajaría a Chile desde Argentina algunos días de la semana. Justamente, viajó el sábado 15 de diciembre de 2018, día en el que se realizaría el primer ensayo, el que, a última hora, se cambió para el día siguiente, y al final, no se realizó. Además, los días de grabación fueron modificados, lo que le producía inconvenientes pues coincidían con su programa en la televisión argentina. Finalmente, Marengo renunció, aduciendo una desorganización en la producción del espacio de TVN. Su reemplazante fue Francisca Merino.
La participación del humorista Álvaro Salas como jurado del programa generó polémica debido a los problemas de paternidad que tuvo durante 2018. En el primer episodio, el participante Patricio Cabezas lanzó un chiste referente al tema, que incomodó a los tres jueces y generó reacciones del público en Twitter.
Los premios originales del espacio eran las presentaciones en el Festival del Huaso de Olmué y la Fiesta de la Independencia de Talca, ambos de 2019. Pero debido a que al momento de quedar definidos los ganadores, las parrillas de artistas de ambos eventos ya estaban completas, se llegó a acuerdo entre la producción del programa y sus triunfadores, para que se presentaran en Olmué y Talca al año siguiente.